# .to
.to là tên miền quốc gia cấp cao nhất (ccTLD) của Đảo Tonga do Tonga Network Information Center (Tonic) quản lý.

## Bối cảnh
Tên miền cấp cao nhất .to đã được Tonic Corp. (do Eric Gullichsen và Eric Lyons sáng lập) tại San Francisco thương mại hóa rộng rãi năm 1997, tên miền có giá 100 đô la một đơn vị. Việc này được thái tử Tonga Siaosi khi ấy phê duyệt. Network Solutions đã bán tên miền .to nhưng không theo quy tắc nào. Các yêu cầu tên miền được lãnh sự quán Tonga tại San Francisco xử lý.